# Trigonopsis cantarellii
Trigonopsis cantarellii är en svampart som först beskrevs av van der Walt & Kerken, och fick sitt nu gällande namn av Kurtzman & Robnett 2007. Trigonopsis cantarellii ingår i släktet Trigonopsis, ordningen Saccharomycetales, klassen Saccharomycetes, divisionen sporsäcksvampar och riket svampar.   Inga underarter finns listade i Catalogue of Life.